# Juan Azor

Institutiones morales, 1600

Juan Azor (1535, Llorca, Espanya - 19 de febrer de 1603, Roma, Itàlia) fou un filòsof i prevere espanyol membre de la Companyia de Jesús.

## Biografia
Entrà a la Companyia de Jesús el 18 de març del 559, i es convertí en professor de filosofia i després de teologia, tant dogmàtica com moral, a Plasència, Alcalà i Roma. Fou un dels membres de la primera comissió, que el pare general dels jesuïtes, Claudio Acquaviva, encarregà per a la redacció de la Ratio Studiorum.
Azor fou un home d'ampla i sòlida cultura, molt versat en grec, hebreu i en història, així com en la ciència teològica. La seva obra principal, per la qual és recordat, és referent en la teologia moral, en tres volums en foli: Institutionem Moralium, in quibus universae quaestiones ad conscientiam recte aut prave factorum pertinentes breviter tractantur pars 1ma, publicat a Roma del 1600 al 1611.